# セイイェド・モフセン・サイードザーデ
セイイェド・モフセン・サイードザーデ (ペルシア語: سید محسن سعیدزاده、Seyyed Mohsen Saidzadeh) はイラン・イスラーム共和国の改革派ウラマー。位階はホッジャトル・エスラーム。ジェンダー平等論を含めたクルアーンとハディースのリベラルな解釈で知られている。

## 主張
サイードザーデはジェンダーについて過度に本質主義的な解釈を避け、その可変性を認める立場をとっている。また彼はコーランの男女平等を説く文言をイスラームの本質的なものとみなし、それに反する文言は時代的、文化的状況に合わせた個別的な啓示であって、今までのイスラーム聖職者たちはその文言を過度に重視しすぎていたとする。更にイスラームはムスリムの行動・解釈と同一ではなく、イスラームの男女平等の精神はムスリムによって早いうちからゆがめられ、女性の人権を制限する誤った規則が制定されていったとする。
彼は男女の結婚を奴隷の所有に見立てた結婚法規に対しても、イスラームの倫理原則に反するものとして批判を行っている。
一夫多妻制に関しては、コーランの精神はこれを段階的に禁止していくものであり、決して一夫多妻を認めているとはいえないとして、コーランの『複数の妻を公正に扱えるときのみ、二人以上の妻を娶れ』という文言と、『あなたは公正ではありえない』という文言を挙げ、現在の一夫多妻制はイスラームの精神を無視した逸脱であるとする。
奴隷制や女性の相続に関しても、コーランの精神はあくまで完全な奴隷制廃棄や女性の相続権の平等であったとし、イスラームは既存の慣習を一概に排斥せず、社会秩序を維持しながらゆっくりと改革を進める宗教であるため預言者の生存中はその目標に達し得なかっただけだとする。
一方でアリーの女性に対する軽蔑意識を伝えるハーディスに対しては、シーア派教徒としてそのようなアリーの像は受け入れられないとしている。